# ويليام داف فورست
ويليام داف فورست هو سياسي كندي، ولد في 2 يونيو 1874، وتوفي في 12 سبتمبر 1939. حزبياً، نشط في الحزب الليبرالي في نوفا سكوشا ‏. وقد انتخب عضو مجلس نواب نوفا سكوتيا.